# Tantilla sertula
Tantilla sertula là một loài rắn trong họ Rắn nước. Loài này được Wilson & Campbell mô tả khoa học đầu tiên năm 2000.